# آنجالی پاتیل
آنجالی پاتیل (به انگلیسی: Anjali Patil) (زاده ۲۶ سپتامبر ۱۹۸۷) بازیگر، مدل هندی است.
از فیلم‌هایی که وی در آن نقش داشته‌است می‌توان به میرزیا، نیوتن، دام و پراوین تمبه کیست؟ اشاره کرد.